# Instituto Cultural Cabañas
El Instituto Cultural Cabañas (actualmente Museo Cabañas) es un organismo público descentralizado del gobierno del estado de Jalisco, creado en 1983 para la promoción y difusión cultural. Tiene su sede en el Hospicio Cabañas de la ciudad de Guadalajara, recinto declarado Patrimonio de la Humanidad en 1997.
Este Instituto se ocupa de la preservación, conservación, exposición, difusión, investigación y divulgación de las obras de José Clemente Orozco y de aquellas que conforman las colecciones que custodia: la Mathias Goeritz, la Puebla de Jalisco y el Instituto Cultural Cabañas. Estos acervos están conformados por pinturas, gráfica, fotografías y esculturas de artistas jaliscienses, mexicanos e internacionales que se exponen de forma permanente a través de una selección. Además se encarga de la realización de importantes exhibiciones temporales de pintura, escultura, fotografía, instalación, etc., que se encuentren o mantengan un diálogo con los acervos, así como aquellas que den cuenta del acontecer artístico de Jalisco. Adicionalmente cuenta con un área educativa que imparte clases de arte a la población en general. A su vez atiende el área del séptimo arte por medio de una sala de cine.
Cabe señalar que las exposiciones que se presentan en dicho recinto son tanto nacionales como internacionales, las cuales son reforzadas por programas culturales paralelos que incluyen numerosas actividades educativas y cívicas con el fin de potenciar la calidad de la experiencia estética que ofrece a sus visitantes. A su vez, las clases de pintura que se imparten están pensadas para que las personas con distrofia muscular también disfruten de esta experiencia.
El Instituto ha presentado en sus espacios museográficos la producción de artistas mexicanos e internacionales sobresalientes, como Diego Rivera, David Alfaro Siqueiros, María Izquierdo, Juan Soriano, Luis Barragán, Lola Álvarez Bravo, Francisco Toledo, José Luis Cuevas, Piranesi, George Baselitz, Marcel Duchamp, Joseph Beuys, Fluxus o Yoko Ono, por mencionar algunos.
Por su parte, el Instituto Cultural Cabañas realiza un promedio de cien actividades culturales a lo largo del año, además la oferta académica que brinda, que asciende a más de 80 talleres.